# Podkumok
Podkumok (russisch Подку́мок) ist ein Gebirgsfluss im Kaukasus im Süden Russlands. Er ist der größte rechte Nebenfluss der Kuma.

## Allgemeines
Der Podkumok entspringt in den Bergen Karatschai-Tscherkessiens nahe dem gut 2000 m hohen Gumbaschi-Pass etwa 25 km östlich der Stadt Karatschajewsk. Er fließt in vorwiegend nordöstlicher Richtung und erreicht nach einem guten Drittel seiner Länge von rund 160 Kilometern unterhalb des Dorfes Utschkeken die Region Stawropol. Er durchquert dort die Städte Kislowodsk, Jessentuki, Pjatigorsk und Georgijewsk. Bedingt durch die relativ hohe Anzahl von Orten, die am Podkumok liegen, gilt der Fluss als ökologisch belastet. Im relativ sauberen Oberlauf des Flusses lassen sich Forellen und andere Fische fangen. Das Einzugsgebiet des Podkumoks ist rund 2220 km² groß. Die landschaftlich schöne Lage des Podkumoks faszinierte unter anderem den Dichter Michail Lermontow, in dessen Werken der Fluss und die umliegende Region mehrmals erwähnt werden.

## Infrastruktur und Nutzung
Am Podkumok entstand im Jahr 1903 in der Nähe von Jessentuki das erste Wasserkraftwerk Russlands. Durch das gesamte Tal des Flusses von der Quelle bis Pjatigorsk führt zumeist am linken Ufer die von Karatschajewsk kommende Fernstraße A157. In Pjatigorsk kreuzt die M29 den Fluss; von dort führt die Regionalstraße R264 ins nahe der Mündung gelegene Georgijewsk, wobei sie ihn bei der Staniza Lyssogorskaja überquert.